# Zdenko Prug
Zdenko Prug je hrvatski košarkaš, bivši jugoslavenski reprezentativac.
Igrao je na položaju centra. Igrao je koncem '60-ih i početkom '70-ih. Bio je među poznatijim "šestim igračima". Na slikama iz kasnijih razdoblja je bio prepoznatljiv po puštenoj "umjetničkoj" bradi i brkovima.

## Igračka karijera

### Klupska karijera
U karijeri je igrao za KK Jugoplastiku.